# Batayporã
Batayporã is een gemeente in de Braziliaanse deelstaat Mato Grosso do Sul. De gemeente telt 10.885 inwoners (schatting 2009).